# Akademické gymnázium Štěpánská
Akademické gymnázium a Jazyková škola s právem státní jazykové zkoušky, školy hlavního města Prahy, je všeobecné čtyřleté gymnázium, které sídlí v centru Prahy. Jeho zřizovatelem je pražský magistrát. Ve 14 třídách studuje přibližně 430 žáků. Ředitelem gymnázia je od roku 2007 PaedDr. Milan Štěrba. Instituce sídlí v budově dnes již neexistujícího, ale kdysi velice uznávaného Německého státního reálného gymnázia.

## Historie
Akademické gymnázium (AG) bylo založeno roku 1556 při jezuitské koleji v Klementinu.  Název je označením školy, původně přípravky jezuitské akademie, později připojené k univerzitě. Studenti se automaticky stali akademickými občany. Po zániku tohoto práva bylo toto označení ponecháno jen čtyřem gymnáziím, z nichž je pražské akademické gymnázium nejstarší, a tedy je i nejstarším gymnáziem ve střední Evropě. Někdy se proto lze setkat s názvem Staročeské gymnázium.
Po většinu historie výuka trvala 8 let ve dvou stupních, po školské reformě roku 1953 se stalo školou tříletou, byl to takzvaný třetí stupeň jedenáctiletky, později rozšířené na čtyřletou docházku tzv. dvanáctiletky čili Střední všeobecně vzdělávací škola, která měla kromě denního studia také formu večerní školy pro pracující. V této večerní škole roku 1954 maturoval Václav Havel. V roce 1968 byla opět otevřena 1 třída tzv. experimentálního osmiletého gymnázia, v roce 1969 další dvě, ale v roce 1970 byl "experiment" zrušen a všechny tři třídy byly převedeny zpět na základní školu.
Historii budovy a gymnázia je shrnuta například zde. Jezuitský řád byl zrušen roku 1773. Roku 1783 bylo gymnázium císařským rozhodnutím přesunuto do budovy bývalé jezuitské semináře u sv. Václava čp. 240 v Husově ulici (kde pak od roku 1786 sídlila i Česká stavovská inženýrská škola - dnešní České vysoké učení technické v Praze). Roku 1805 se gymnázium vrátilo zpět do Klementina čp. 190. Zde ale nezůstalo dlouho a bylo přemístěno do pronajatých prostor v soukromém domě v Divadelní ulici (původní čp. 995/8). Protože se rozšiřovalo, několik jejích paralelek bylo roku 1874 umístěno v Celetné ulici (původní čp. 596/15) "U města Paříže".[zdroj?] Z nich později vzešlo gymnázium v Truhlářské. Od roku 1882/1883 na Praze 1. Sídlilo v domě čp. 995 na Smetanově nábřeží. Roku 1902 se přestěhovalo do budovy v ulici Na Rejdišti č.o. 1 (dnes hudební konzervatoř). Z této své budovy se gymnázium v roce 1920 přesunulo na Nové Město na místo dnešní Vyšší odborné školy a Střední průmyslové školy elektrotechnické Františka Křižíka Na Příkopě 856/16 (vedle gymnázia Piaristů) a roku 1945 do Štěpánské ulice č.o. 22, budovy Německého státního reálného gymnázia.

## Osobnosti gymnázia z let 1556–1956
Známých osobností spojených s gymnáziem je několik stovek, některé uvádí Almanach vydaný k 440. výročí založení školy:
- Bohuslav Balbín – profesor
- Karel Baxa – student
- Edvín Bayer – student
- Tomáš Václav Bílek – ředitel
- Albín Bráf – student
- Ignác Cornova – profesor
- Karel Čapek – student
- Ladislav Josef Čelakovský – student
- Bohumír Jan Dlabač – student
- Karel Farský – student
- Rudolf Franěk – ředitel, profesor
- Josef Václav Frič – student
- Jaroslav Goll – student
- Jiří Stanislav Guth-Jarkovský – profesor
- Vítězslav Hálek – student
- Bohuslav Havránek – student
- Václav Havel – student
- Jan Hellich – student
- Jaroslav Heyrovský – student
- Bedřich Hrozný – student
- Marie Hrušková – profesorka
- Tobias Jakobovits – student
- Arnold Jirásek – student
- Josef Jungmann – ředitel (prefekt)
- Karel Josef Khun – student
- Václav Kliment Klicpera – student a ředitel
- Oldřich Kramář – profesor
- Vilém Kurz – profesor
- Josef Svatopluk Machar – student
- Jan Masaryk – student
- Ivan Medek – student
- Jan Bohuslav Miltner – profesor
- Josef Mysliveček – student
- Vojta Náprstek – student
- Vít Nejedlý – student
- Jan Neruda – student
- Arne Novák – student
- Kamil Novotný - student[9]
- Georg Emanuel Opiz – student
- Gustav Pfleger Moravský – student
- Antonín Podlaha – student
- František Xaver Prusík – ředitel
- Jaroslav Pulda – student
- Ladislav Quis – student
- František Ladislav Rieger – student
- Josef Václav Sládek – student
- Bedřich Smetana – student
- Josef Bohumil Souček – student
- Joseph Stepling – profesor
- František Xaver Šalda – student
- Alois Vojtěch Šmilovský – student
- Václav Štulc – student
- Josef Franta Šumavský – student
- Josef Šusta – student
- Václav Švambera – student
- Karel Ignác Thám – profesor
- Josef Kajetán Tyl – student
- Miroslav Tyrš – student
- Antonín Veith – student
- Ivan Vyskočil – student
- Jana Volfová – profesorka
- Zikmund Winter – student a profesor
- Frank Wollman – student
- Václav Zelený – profesor

Později zde studovali nebo vyučovali například:[zdroj?]
- Milena Bartlová – studentka
- Martin Bojar – student
- Libor Bouček – student
- Tereza Boučková – studentka
- Michal Dočekal – student
- Kristýna Frejová – studentka
- Michael Halaška – student
- Jan Hammer – student
- Jan Hřebejk – student
- Petr Jarchovský – student
- Věra Provazníková – studentka
- Miloš Rejchrt – student
- Prokop Remeš – student
- Zuzana Roithová – studentka
- Miroslav Řihošek – student
- Dana Stehlíková – studentka
- Anna Stropnická – studentka
- Aleksi Šedo – student
- David Švehlík – student
- Monika Valentová – studentka
- Vít Kremlička – student
- Radek Kohout – student
- Petr Doubravský – student
- Kateřina Vaňková – studentka
- Miroslav Petříček – student
- Martina Kargerová – profesorka a zástupkyně ředitele
- Milan Štěrba – ředitel

## Výuka
Zaměření gymnázia je všeobecné, každoročně se otevírají 3–4 třídy. Uchazeči si vybírají mezi posílenou výukou přírodních věd, společenských věd a francouzštiny.
Ve všech třídách je povinně vyučována angličtina a další živý jazyk z nabídky němčina, francouzština, španělština a ruština. Ve třídách společenskovědního a francouzského zaměření je v prvních dvou letech studia vyučována i latina, škola nabízí i klasickou řečtinu a čínštinu jako nepovinný předmět. Studenti mohou získat mezinárodní jazykové certifikáty FCE, CAE, DELF a DELE
Od třetího ročníku se mohou studenti profilovat formou volitelných předmětů. Ve třetím ročníku si každý student z nabídky vybírá 2 nebo 3 dvouleté předměty, ve čtvrtém ročníku k nim přibírá další 2 jednoleté. Všichni studenti pak mohou navštěvovat nepovinné předměty, které nabízejí možnost kulturního a sportovního vyžití a možnost zlepšovat se v některých povinných předmětech.